# Hans Thøger Winther
Hans Thøger Winther (1786 – Oslo, 1851) è stato un fotografo norvegese, pioniere della fotografia.
Nel 1801 si trasferì a Christiania (dal 1925, Oslo), dove trovò lavoro come funzionario pubblico.
I primi dagherrotipi giunsero in Norvegia nel 1841, in un'esposizione organizzata nella città di Bergen e successivamente a Christiania. Fra gli spettatori c'era anche Winther, che stava già sperimentando dei metodi per fissare l'immagine. Pubblicò le sue scoperte in molti articoli in cui descrisse il procedimento per ottenere un positivo diretto e per convertire il negativo in positivo e viceversa. Come supporto per le immagini utilizzò la carta, in modo analogo al procedimento di William Fox Talbot, la calotipia. Grazie ai suoi manuali iniziò la produzione di fotocamere in Norvegia e molti amatori si avvicinarono alla nuova arte.
Nel 1842 pubblicò le sue fotografie, riprodotte però come litografie.